# Réseau de bus Aérial
Aérial est un ancien réseau de bus organisé par Île-de-France Mobilités et exploité par le groupe Transdev à travers son établissement de Vulaines-sur-Seine. Le réseau dessert principalement les communes de Fontainebleau et d'Avon ainsi qu'une partie de la communauté d'agglomération du Pays de Fontainebleau. Le réseau est issu de l'ancien tramway de Fontainebleau fermé le 31 décembre 1953. Le réseau est composé de dix lignes régulières dont une à vocation scolaire.

## Histoire
Le 5 septembre 2011, le réseau est restructuré avec la modification des trajets des lignes existantes afin de desservir les quartiers enclavés de Fontainebleau et d'Avon. Les horaires des lignes sont cadencés en fonction des arrivées et des départs des trains en gare de Fontainebleau - Avon. De plus, les lignes sont renumérotées comme ci-dessous :
| Ligne | Ligne(s) successeur(s) |
| ----- | ---------------------- |
| A     | 1                      |
| B     | Supprimée              |
| C     | 2 et 3                 |
| D     | 4                      |
| 12A   | 5                      |
| 12B   | 6                      |
| 12C   | 4                      |

Le 30 mai 2016, le réseau est à nouveau modifié comme suit :
- la ligne 1 est scindée en deux lignes distinctes afin d'améliorer la lisibilité de la ligne. De plus, celle-ci est renforcée en s'adaptant aux horaires des trains avec un bus toutes les dix minutes aux heures de pointe, d'un bus toutes les quinze à vingt minutes aux heures creuses du lundi au vendredi ainsi que le samedi et d'un bus toutes les demi-heures les dimanches et fêtes ;
- l'ancienne ligne 2 prend l'indice 8 et voit la création de trois départs supplémentaires. L'offre du week-end de la ligne 3 est transférée sur la nouvelle ligne 8. La desserte du cinéma Cinéparadis est améliorée grâce à la création d'un arrêt sur les lignes 3 et 8.

### Ouverture à la concurrence
En raison de l'ouverture à la concurrence des réseaux d'autobus en Île-de-France, le réseau de bus Fontainebleau - Moret est créé le 1er août 2023, correspondant à la délégation de service public numéro 16 établie par Île-de-France Mobilités. Un appel d'offres a donc été lancé par l'autorité organisatrice afin de désigner une entreprise qui exploitera le réseau pour une durée de cinq ans. C'est finalement Transdev, via sa filiale Transdev Pays de Fontainebleau, qui a été désigné lors du conseil d'administration du 7 décembre 2022 et qui reprend l’intégralité des lignes du réseau de bus Aérial.

## Exploitation

### Entreprise exploitante
Le réseau est exploité par l'établissement Transdev Vulaines, du groupe Transdev. Le siège social de la société est situé au no 19 rue du Petit Rocher, ZAC du Rocher à Vulaines-sur-Seine.

### Dépôt
Les véhicules sont remisés à Vulaines-sur-Seine, situé au no 19 rue du Petit Rocher, ZAC du Rocher. Le dépôt a également pour mission d'assurer l'entretien préventif et curatif du matériel. L'entretien curatif ou correctif a lieu quand une panne ou un dysfonctionnement est signalé par un machiniste.